# Malovište
Malovište (mak. Маловиште, makedorumunjski: Mulovishti) je naselje u općini Bitolj, Sjeverna Makedonija. Smješteno je u jugozapadnom djelu države.
Malovište je planinsko selo smješteno u podnožju planine Babe, dvadesetak kilometara zapadno od Bitolja. Jedino je naselje unutar granica nacionalnog parka Pelister, najstarijeg i najvećeg sjevernomakedonskog nacionalnog parka. Kroz selo protječe Maloviška rijeka koja se u nastavku toka naziva Šemnica, pritoka Crne reke.
Jedno je od najstariji vlaških naselja na ovom području, a utemeljeno je vjerojatno prije turskih osvajanja. Prema podacima Vasila Kančova ("Makedonija: Etnografija i statistika") u Malovištu je oko 1900. živjelo 2300 Vlaha. Tijekom Prvog svjetskog rata Malovište je okupirala bugarska vojska koja je raselila većinu Vlaha i poslala ih u unutrašnjost Bugarske i Srbije.

## Stanovništvo
Nacionalni sastav stanovništva 2002. godine, bio je sljedeći:
ukupno: 98
- Vlasi (Cincari) - 87
- Makedonci - 10
- Albanci - 1

## Poznate osobe
- Simona Halep, rumunjska tenisačica vodi porijeklo iz Malovišta[4]